# Сан-Паульская и Бразильская митрополия
Сан-Па́ульская и Брази́льская митропо́лия (Архиепархия Сан-Паулу и всей Бразилии, порт. Arquidiocese de São Paulo e de todo o Brasil) — епархия Антиохийской православной церкви на территории Бразилии.

## История
Со второй половины XIX века в Южную Америку нарастала волна православных арабских иммигрантов из Османской империи. В 1897 году в Сан-Паулу священником Моисеем Аби-Хайдаром была совершена первая литургия в специально приспособленном помещении.
В 1904 году арабская община — сирийцы и ливанцы, главным жертвователем был Михаил Ассад — построили в городе первую православную церковь, Благовещенский храм по улице Кабальеро Базилио Хафет (rua Cavaleiro Basílio Jafet, № 115 — então rua Itobi).
В 1922 году Священный Синод Антиохийской православной церкви постановил учредить Бразильскую епархию на которую был назначен епископ Михаил (Шехади) — первый православный архипастырь с кафедрой в Бразилии.
В дальнейшем появлялись новые храмы: святого Георгия в Итувераве (1925), святого пророка Илии в Гуашупе (1927), святого Георгия в Барири (1933), святого Георгия в Сан-Жозе-ду-Риу-Прету (1936), святого Георгия на Lar Sírio Pró-Infância, São Paulo (1937), святого Георгия в Belo Horizonte (1938), святого Георгия в Сантосе (1952), святого Георгия в Куритибе (1954).
После кончины епископа Михаила кафедра не замещалась до 1957 года, когда в Бразилию был направлен митрополит Хамаский Игнатий (Хуриаки) для организации центральных органов митрополии, сестричества, и комитета для постройке собора.
23 февраля 1958 года епархия была преобразована в Сан-Паульскую митрополию.
В дальнейшем были образованы церкви: святого Николая в Гоянии (1955), святого Георгия в Анаполисе (1958), Nossa Senhora — Tsambica в Линсе (1959), Padre Ibrahim, na Sociedade Beneficente A Mão Branca (1962), святого Иоанна Крестителя в Ипамери (1978), приход святого Апостола Петра в Recife (1986), святого Георгия в городе Бразилиа (1995).

## Епископы
- 23 февраля 1958 — 10 августа 1997 — Игнатий (Ферзли)
- с 1 октября 1997 — Дамаскин (Мансур)